# Hossam Jneed
 (décembre 2022).
Hossam Jneed (en arabe حسام جنيد, également transcrit Houssam Juneid, Houssam Junaïd ou Hossam Juneïd), est un chanteur syrien né le 17 décembre 1985 à Idleb. Chanteur populaire dans son pays, il suscite la controverse durant la révolution puis la guerre civile syrienne en chantant des textes à la gloire de Bachar el-Assad et de son armée à des fins de propagande.

## Biographie
Houssam Juneid est un fidèle partisan de Bachar el-Assad, il est connu pour être proche de la famille el-Assad. Il enregistre et chante régulièrement pour l'armée syrienne. Cependant, en 2019, appelé pour le service militaire, il fuit la Syrie pour Dubaï. Nombre de ses textes glorifient les actions des forces armées syriennes et du Hezbollah,.
Il se marie et se sépare à plusieurs reprises avec l'actrice syrienne Emarat Rezk.

## Carrière
Hossam Jneed est un chanteur populaire en Syrie, parmi les soutiens du régime, mais des opposants le qualifient de shabiha en raison de son lien avec le régime. Selon un avocat syrien réfugié en France, en raison de textes glorifiant les actions de l'armée syrienne, ses chansons sont devenues l'« hymne des policiers, des gardiens, des membres des (branches de) torture ». 
Des concerts prévus en Europe suscitent la polémiques, des réfugiés syriens accusant Hossam Jneed de glorifier voire d'encourager des crimes de guerre, tout en menaçant de « faire du mal à quiconque est hostile à Assad ou qui s’oppose à lui ». En Suède, des réfugiés syriens ont alerté les autorités et demandé de ne pas autoriser le chanteur à venir pour délivrer des messages violents tandis que d'autres défendent sa venue au nom de la liberté d'expression,.

« Les paroles de ce chanteur ne sont pas seulement un soutien politique, ses chansons encouragent les tueries commises par l’armée du régime de Damas contre les Syriens. Nous parlons donc bien d’incitation à poursuivre les bombardements, les massacres et les kidnappings. »